# Lehtosaari (ö i Norra Savolax, Kuopio, lat 63,17, long 27,05)
Lehtosaari är en ö i Finland. Den ligger i sjön Saarinen och i kommunen Kuopio i den ekonomiska regionen  Kuopio ekonomiska region  och landskapet Norra Savolax, i den centrala delen av landet, 300 km norr om huvudstaden Helsingfors. Öns area är 1,2 hektar och dess största längd är 200 meter i öst-västlig riktning.